# نظریه میکروبی بیماری‌ها
نظریه میکروبی بیماری‌ها (به انگلیسی: Germ theory of disease) بیان می‌کند که برخی از بیماری‌ها توسط میکروارگانیسم یا ریزاندامگان ایجاد می‌شوند. رشد، نمو و تولید مثل این ریزاندامگان می‌تواند منجر به ایجاد بیماری گردد. این ریزاندامگان می‌توانند شامل ویروس، باکتری، آغازیان، قارچ، یا پرایون باشند. به ریزاندامگانی که منجر به ایجاد بیماری می‌شوند بیمارگر و دسته بیماری‌هایی که آنان ایجاد می‌کنند بیماری‌های عفونی نامیده می‌شوند. حتی زمانی که یک بیمارگر موجب بیماری است، عواملی چون محیطی و ژنتیکی اغلب شرایط بیماری، شدت بیماری و این که آیا یک فرد مبتلا شود را تحت تأثیر قرار می دهند. این نظریه در قرن ۱۹ و به دنبال نظریه‌هایی چون نظریهٔ میاسما (آلودگی هوای بد) برای توضیح دلیل بیماری‌های عفونی بیان گشت.

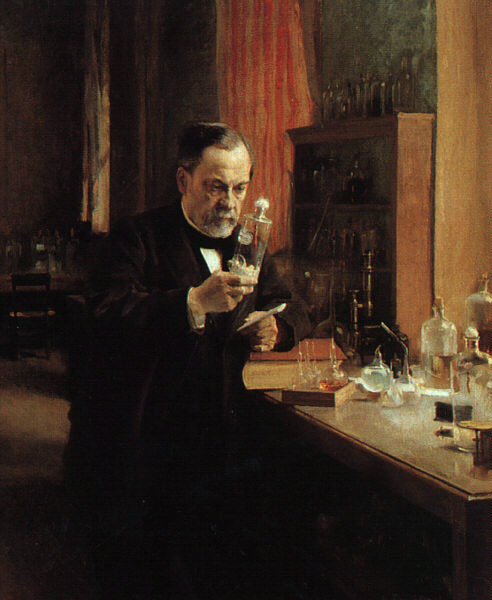
لویی پاستور در آزمایشگاه خود، اثر نقاشی از آلبرت ادلفلدت در سال ۱۸۸۵

آزمایش‌هایی دربارهٔ کشف رابطه بین میکروب‌ها و بیماری‌ های عفونی توسط لویی پاستور پزشک و دانشمند فرانسوی بین سال‌های ۱۸۶۰ و ۱۸۶۴ انجام گشت. او با کشف و آسیب‌شناسی میکروارگانیسم‌ های عامل تب پورپرال و ویبریو پیوژنیک در خون، به این نتیجه رسید که از اسید بوریک می‌توان برای کشتن این میکروارگانیسم‌ها استفاده نمود، او همچنین یکی از نخستین افرادی بود که به کشت باکتری‌ها پرداخت.
روبرت کخ (به آلمانی: Robert Koch) پزشک و دانشمند آلمانی یکی دیگر از افرادی بود که در شکل گیری نظریه میکروب‌های بیماری‌زا نقش مهمی ایفا نمود.
بر اساس انگاره کخ برای اینکه ثابت شود ریزاندامگانی عامل بیماری ای است:
۱- ریزاندامگان عامل بیماری باید به مقدار زیاد در تمام گونه موجودات زنده مبتلا به این بیماری یافت شود، اما باید در گونه‌های سالم یافت نشود.
۲- ریزاندامگان عامل بیماری باید از یک موجود زنده بیمار جدا شده و بتواند در کشت خالصی رشد داده شود.
۳- هنگامی که موجود زندهٔ مشابهی به ریزاندامگان عامل بیماری کشت شده آلوده گشت باید بیمار شود.
۴- ریزاندامگان عامل بیماری که از موجود زندهٔ بیمار جدا می‌شود باید از با ریزاندامگان عامل بیماری اولیه و کشت گشته مشابه باشد.
گرچه این نطریه شامل کاستی‌های اساسی است، اما در شکل گیری نظریه میکروب‌های بیماری‌زا نقش مهمی داشت.
نخستین توضیح گسترده پیرامون استفاده نوین از گندزداها در عمل‌های جراحی در سال ۱۸۶۷ توسط جوزف لیستر جراح انگلیسی و طی مقاله‌ای با نام اصول گندزدایی در عمل جراحی (به انگلیسی: Antiseptic Principle of the Practice of Surgery) منتشر گشت که در آن از نظریهٔ میکروب‌های بیماری‌زا که نخستین بار توسط لویی پاستور بیان شده بود اقتباس شده بود. در این مقاله بیان شده بود که استفاده از موادی مانند فنول می‌تواند بسیاری از میکروب ها را کشته و محل جراحی را گندزدایی کند.